# New Orleans Hornets 2011-2012
La stagione 2011-12 dei New Orleans Hornets fu la 10ª nella NBA per la franchigia.
I New Orleans Hornets arrivarono quinti nella Southwest Division della Western Conference con un record di 21-45, non qualificandosi per i play-off.

## Roster
| N° | Naz.                   | Ruolo | Sportivo         | Anno | Alt. | Peso |
| -- | ---------------------- | ----- | ---------------- | ---- | ---- | ---- |
| 0  | Nigeria (bandiera)     | A     | Al-Farouq Aminu  | 1990 | 206  | 98   |
| 1  | Stati Uniti (bandiera) | A     | Trevor Ariza     | 1985 | 203  | 91   |
| 2  | Stati Uniti (bandiera) | AC    | Jarrett Jack     | 1983 | 191  | 92   |
| 4  | Stati Uniti (bandiera) | G     | Xavier Henry     | 1991 | 198  | 100  |
| 5  | Stati Uniti (bandiera) | G     | Carldell Johnson | 1983 | 178  | 82   |
| 8  | Italia (bandiera)      | G     | Marco Belinelli  | 1986 | 196  | 87   |
| 10 | Stati Uniti (bandiera) | G     | Eric Gordon      | 1988 | 191  | 101  |
| 11 | Stati Uniti (bandiera) | G     | Jerome Dyson     | 1980 | 191  | 82   |
| 12 | Stati Uniti (bandiera) | G     | Trey Johnson     | 1984 | 196  | 99   |
| 12 | Stati Uniti (bandiera) | G     | Donald Sloan     | 1988 | 191  | 93   |
| 14 | Stati Uniti (bandiera) | A     | Jason Smith      | 1986 | 213  | 109  |
| 15 | Messico (bandiera)     | C     | Gustavo Ayón     | 1985 | 208  | 113  |
| 18 | Stati Uniti (bandiera) | A     | Solomon Jones    | 1984 | 208  | 104  |
| 20 | Stati Uniti (bandiera) | C     | Chris Johnson    | 1985 | 211  | 95   |
| 21 | Venezuela (bandiera)   | G     | Greivis Vásquez  | 1987 | 198  | 91   |
| 22 | Stati Uniti (bandiera) | A     | DaJuan Summers   | 1988 | 203  | 104  |
| 24 | Stati Uniti (bandiera) | A     | Carl Landry      | 1983 | 206  | 112  |
| 31 | Stati Uniti (bandiera) | C     | Darryl Watkins   | 1984 | 211  | 117  |
| 35 | Stati Uniti (bandiera) | C     | Chris Kaman      | 1982 | 213  | 122  |
| 42 | Stati Uniti (bandiera) | A     | Lance Thomas     | 1988 | 203  | 102  |
| 50 | Stati Uniti (bandiera) | AC    | Emeka Okafor     | 1982 | 208  | 114  |
| 54 | Stati Uniti (bandiera) | C     | Jeff Foote       | 1987 | 213  | 120  |

## Staff tecnico
- Allenatore: Monty Williams
- Vice-allenatori: Randy Ayers, James Borrego, Bryan Gates, Dave Hanners, Fred Vinson
- Preparatore atletico: Jon Ishop